# Gustav Hentschel

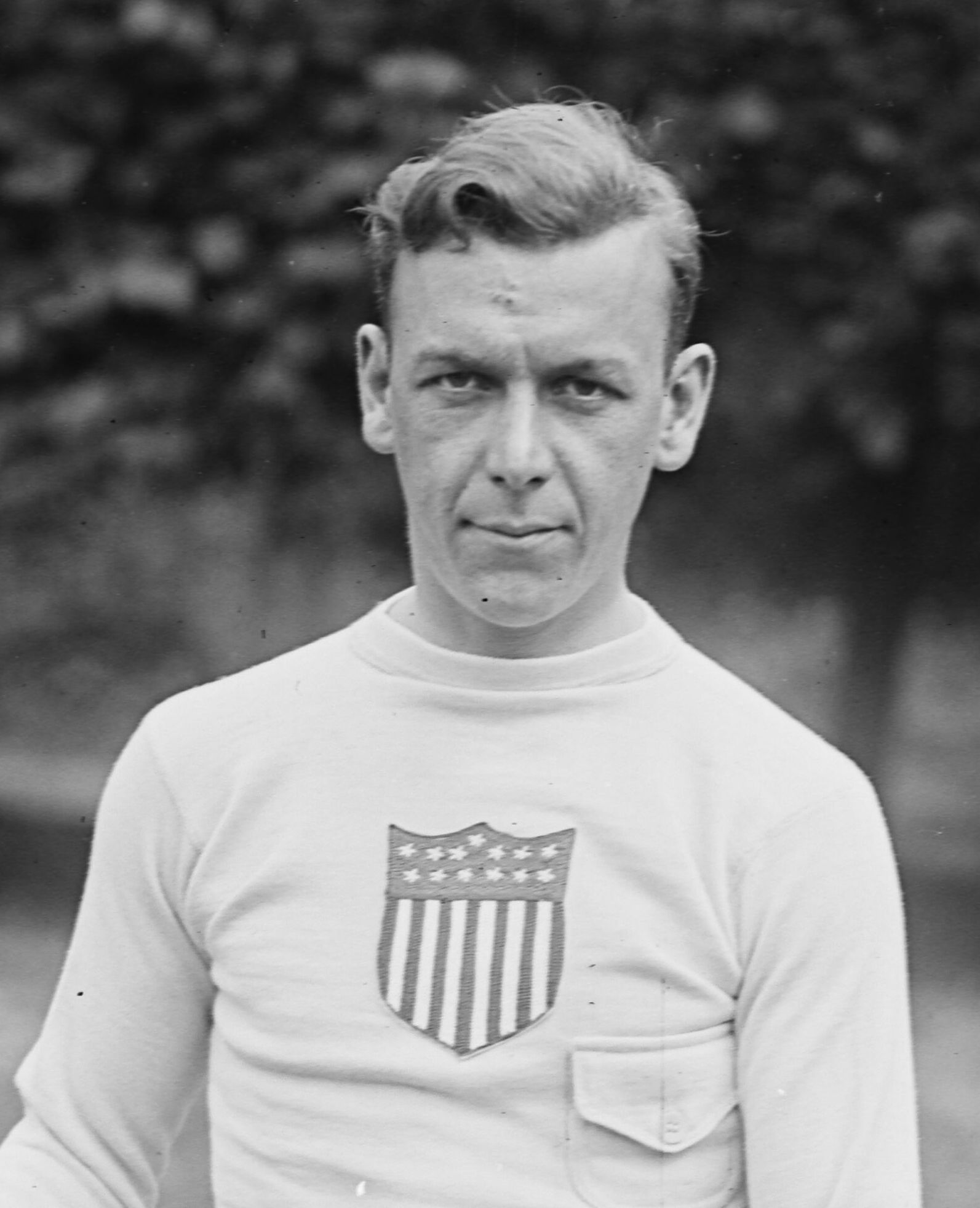
Gustav Hentschel (1924)

Augustus H. „Gustav“ Hentschel (* 5. Juli 1896 in Chicago; † 7. Juni 1980 ebenda) war ein US-amerikanischer Radrennfahrer.

## Sportliche Laufbahn
Hentschel war im Straßenradsport aktiv und Teilnehmer der Olympischen Sommerspiele 1924 in Paris. Im olympischen Straßenrennen kam er auf den 49. Rang. In der Mannschaftswertung kam die USA mit Victor Hopkins, Ignatius Gronkowski, Gustav Hentschel und John Boulicault auf den 12. Platz.